# 晉鄙小尾花介
晉鄙小尾花介（学名：Microcytherura chinpei）为尾花介科小尾花介屬下的一个种。